# مادلين هيلز
مادلين هيلز (بالإنجليزية: Madeline Heiner) هي منافسة ألعاب القوى أسترالية، ولدت في 15 مايو 1987 في Shellharbour, New South Wales ‏ في أستراليا.

## وصلات خارجية
- مادلين هيلز على موقع الاتحاد الدولي لألعاب القوى (الإنجليزية)
- مادلين هيلز على موقع النتائج التاريخية لألعاب القوى الأسترالية (الإنجليزية)
- مادلين هيلز على موقع الدوري الماسي (الإنجليزية)
- مادلين هيلز على موقع أوليمبيديا (الإنجليزية)
- مادلين هيلز على موقع اللجنة الأولمبية الأسترالية (الإنجليزية)
- مادلين هيلز على موقع اتحاد ألعاب الكومنولث (مؤرشف) (الإنجليزية)